# Frontera entre Afganistán y Tayikistán
La frontera entre Afganistán y Tayikistán es la frontera que separa los países de la República Islámica de Afganistán y la República de Tayikistán. Tiene 1206 km de longitud.

## Características
El origen de la frontera se remonta a la época del Gran Juego - la rivalización entre el Imperio ruso y el Imperio británico en el siglo XIX.

## Mapas históricos
Mapas históricos en inglés de la frontera entre Afganistán y la República Socialista Soviética de Tayikistán, de mediados a finales del siglo XX:

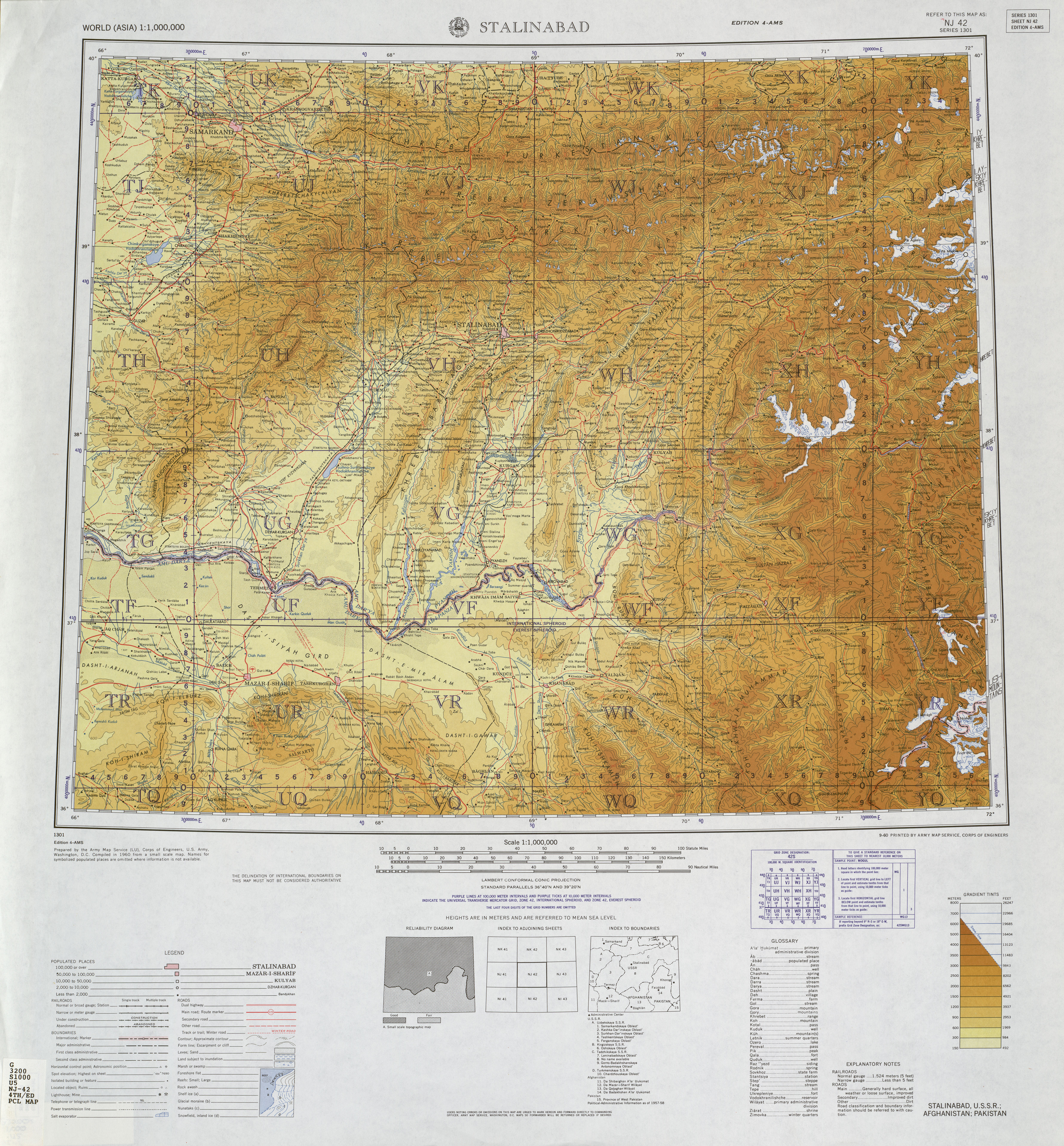
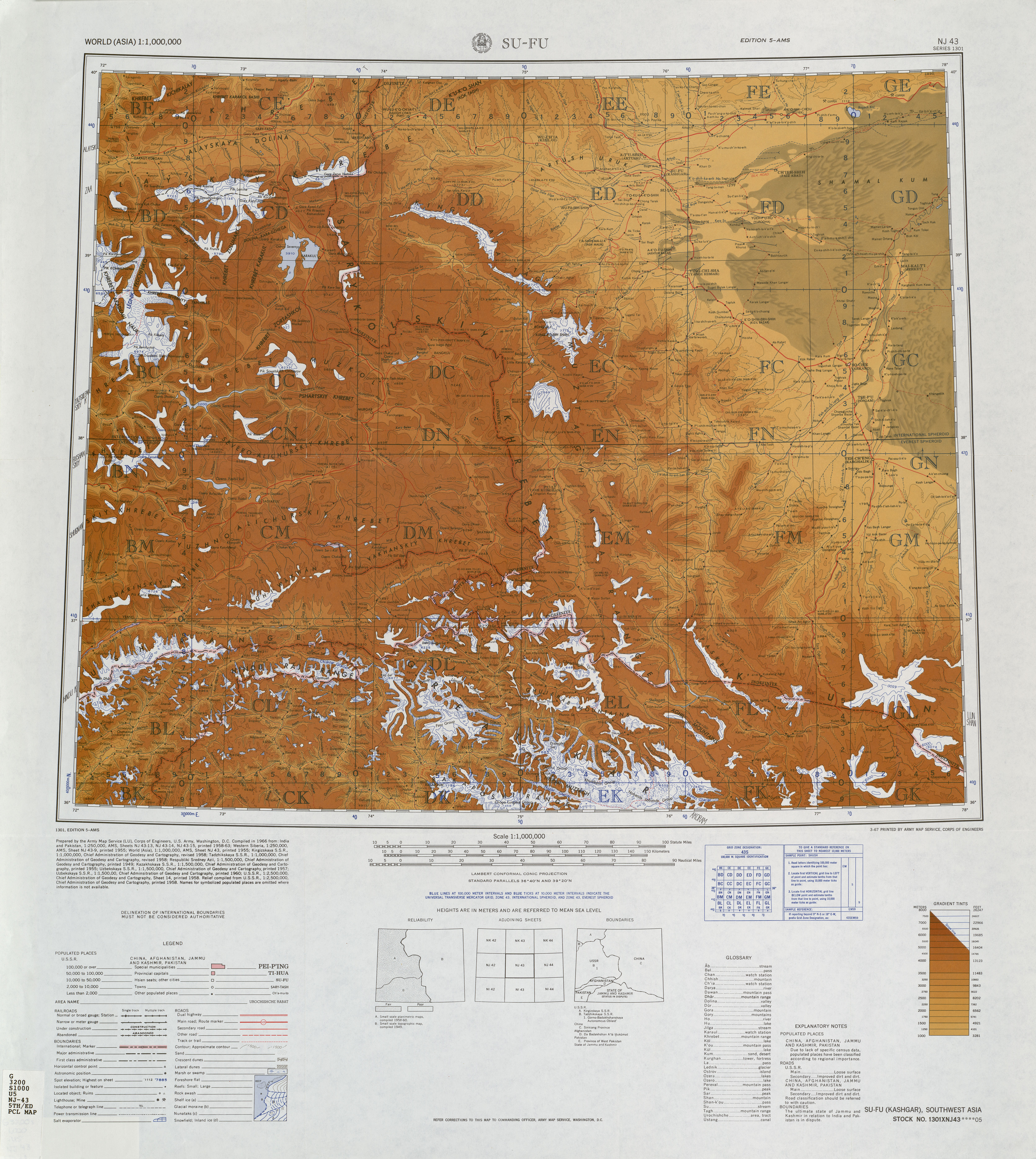

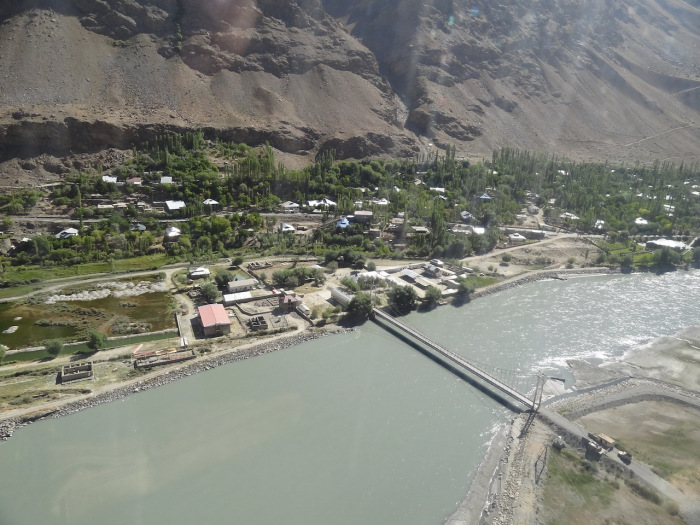
El puente Shighnan-Khorugh que cruza la frontera del río